# Tamakoshi
Der Tamakoshi (Nepali तामाकोशी) ist ein linker Nebenfluss des Sunkoshi im  nepalesischen Teil des Himalaya.
Der Tamakoshi entsteht am Zusammenfluss seiner beiden Quellflüsse Rongshar Chu und Lapchi Gang unweit der Grenze zu Tibet. Im Norden wird das Einzugsgebiet des Tamakoshi von der in Tibet gelegenen Gebirgskette des Lapche Himal begrenzt.
Der Tamakoshi fließt in überwiegend südlicher Richtung durch den Distrikt Dolakha in der Verwaltungszone Janakpur. Östlich des Flusslaufs liegt die Gebirgsgruppe Rolwaling Himal. Der Fluss nimmt von links die Nebenflüsse Rolwaling Chu und Khimti Khola auf. Die letzten 20 km durchströmt der Tamakoshi den Distrikt Ramechhap. Schließlich trifft der Tamakoshi auf den nach Osten strömenden Sunkoshi.
Der Tamakoshi hat eine Länge von 92 km.

## Wasserkraftwerke
Wenige Kilometer oberhalb der Einmündung des Rolwaling Chu entsteht derzeit die Talsperre des sich im Bau befindlichen Upper-Tamakoshi-Wasserkraftwerks (456 MW).
Am Unterlauf des Tamakoshi, am linken Flussufer oberhalb der Einmündung des Khimti Khola, befindet sich das Khimti-Wasserkraftwerk (60 MW). Über einen Stollen wird der Großteil des Wassers des Khimti Khola zu dem Wasserkraftwerk umgeleitet und fließt dort in den Tamakoshi.